# Low Kii Savage
Low Kii Savage — дебютный мини-альбом американской певицы Kiiara. Выпущенный 22 марта 2016 на лейблах EFFESS, Atlantic Records и Warner Music Group. В создании альбома участвовали продюсеры Феликс Шоу, Брентон Дюваль и Дэвид Вин.

## Синглы
«Gold» был выпущен в качестве дебютного сингла для мини-альбома 26 октября 2015 в цифровом формате.
«Feels» выпущен 15 января 2016 года и стал вторым синглом из альбома.
«Hang Up the Phone» премьера сингла состоялась 21 марта 2016 на шоу Zane Lowe Beats 1.

## Список композиций
| №                   | Название            | Автор(ы)                                                              | Продюсер                   | Длительность |
| ------------------- | ------------------- | --------------------------------------------------------------------- | -------------------------- | ------------ |
| 1.                  | «Gold»              | Kiiara, David Singer-Vine, Felix Show                                 | Felix Show                 | 3:45         |
| 2.                  | «Feels»             | Brenton Duvall, Felix Show, Blaise Riely, David Singer-Vine, Saultres | Brenton Duvall, Felix Show | 3:02         |
| 3.                  | «Tennesse»          | David Singer-Vine, Felix Show, Saultres, Hiles Hollower Dhar          | Felix Show                 | 4:20         |
| 4.                  | «Intention»         | Bryan Jarett, Dan Ullman, Saultres                                    | Casper & B                 | 3:49         |
| 5.                  | «Say Anymore»       | David Singer-Vine, Felix Show, Nyle LaBlanc, Saultres                 | Felix Show                 | 2:48         |
| 6.                  | «Hang Up the Phone» | David Singer-Vine, Felix Show, Saultres                               | Felix Show                 | 3:40         |
| Общая длительность: | Общая длительность: | Общая длительность:                                                   | Общая длительность:        | 21:24        |

## Чарты

### Места в чарте
| Чарт (2016)                | Позиции |
| -------------------------- | ------- |
| Австралия (ARIA)           | 46      |
| Канада (Billboard)         | 35      |
| Англия Billboard 200       | 41      |
| Великобритания (Billboard) | 13      |

### Чарт на конец года
| Чарт (2016)      | Позиции |
| ---------------- | ------- |
| US Billboard 200 | 136     |

## История выпусков
| Страна  | Дата выхода   | Формат                              | Лейб                     |
| ------- | ------------- | ----------------------------------- | ------------------------ |
| Мировой | 22 Марта 2016 | - Цифровая загрузка - Грампластинка | EFFESS, Atlantic Records |
| США     | 27 Мая 2016   | - Цифровая загрузка - Грампластинка | Warner Bros.             |